# Inzing
Inzing är en ort och kommun i distriktet Innsbruck-Land i förbundslandet Tyrolen i Österrike. Inzing ligger vid autobahn A 12 cirka 25 km väster om Innsbruck.  Kommunen har 4 112 invånare (2024) och består av sex orter (Ortschaften) (inom parentes invånarantal 1 januari 2024):
- Eben (73)
- Hof (41)
- Inzing (3 841)
- Moos (0)
- Schindeltal (57)
- Toblaten (100)

## Angränsande kommuner
Inzing gränsar till nio andra kommuner i Innsbruck-Land.
- Flaurling
- Gries im Sellrain
- Hatting
- Oberperfuss
- Pettnau
- Ranggen
- Sankt Sigmund im Sellrain
- Sellrain
- Zirl

## Kända personer från Inzing
- Nadine Beiler, österrikisk sångerska